# Real Sexy!/BAD BOYS
Real Sexy!/BAD BOYS là thằng nghiện quay tay của nhóm nhạc nam Sexy Zone. Và được phát hành vào ngày 01/05/2013.

## Thông tin
- Tiếp nối với đĩa đơn thứ ba của nhóm, khoảng 7 tháng sau, đĩa đơn thứ tư của nhóm được phát hành và mang tên Real Sexy!/BAD BOYS
- Đĩa đơn thứ 4 này được phát hành gồm 1 phiên bản thường, 3 phiên bản giới hạn A, B và C, 1 phiên bản giới hạn hội trường(?)và 6 phiên bản Sexy Zone shop.
- Bài hát Real Sexy được chọn làm bài hát chủ đề cho TV Show Real Scope Hyper.
- Bài hát BAD BOYS được chọn làm bài hát chủ đề cho bộ phim truyền hình BAD BOYS J do chính Nakajima Kentou thủ vai nhân vật chính
- Bài hát High!! High!! People ~movie remix~ trong phiên bản thông thường được chọn làm bài hát chủ đề cho phim điện ảnh Kodomo Keisatsu do Marius Yo thủ vai nhân vật.

## Ca khúc trong đĩa

### CD

#### Phiên bản giới hạn
1. Real Sexy
Lời: Maitsu Gorou, Nhạc: Makaino Kouji
2. BAD BOYS
Lời: ENA☆, Nhạc: DAICHI, Kinboom
3. Just Ima shikanai
Lời: Maitsu Gorou, Nhạc: Makaino Kouji

#### Phiên bản thường
1. Real Sexy
2. BAD BOYS
3. High!! High!! People ~movie remix~
Lời: Sakuta Masaya, Nhạc: Takuya Harada
4. Just Ima shikanai
5. Real Sexy (Inst)
6. BAD BOYS (Inst)
7. High!! High!! People ~movie remix~ (Inst)
8. Just Ima shikanai (Inst)

#### Phiên bản hội trường
1. Real Sexy
2. BAD BOYS
3. High!! High!! People ~movie remix~
4. Just Ima shikanai (Inst)

#### Phiên bản Sexy Zone Shop
1. Real Sexy
2. BAD BOYS
3. Just Ima shikanai

### DVD
Phiên bản giới hạn A
Real Sexy! (PV)
Phiên bản giới hạn B
Special Movie in New York
Phiên bản giới hạn C
Real Sexy! (Making)